# Little Earthquakes
Little Earthquakes è il primo album da solista della cantautrice rock statunitense Tori Amos, pubblicato il 13 gennaio 1992 dalle etichette Atlantic e EastWest.
Il disco contiene i singoli Winter, China, Silent All These Years, Crucify e Me and a Gun.
Nel 1986 Tori Amos, all'epoca componente dei Y Kant Tori Read, ha firmato un contratto con la Atlantic Records. Il gruppo ha pubblicato il disco omonimo nel 1988 per poi sciogliersi. La Atlantic Records decide di mantenere il contratto con la cantautrice come solista, dandole tempo fino al 1990 per scrivere un nuovo album.
La versione originale dell'album è stata respinta dalla casa discografica, secondo la quale nessuno sarebbe stato interessato ad una "ragazza con un piano". Una seconda versione, co-prodotta con Eric Rosse, Davitt Sigerson e Ian Stanley, è stata accettata nel 1991. L'etichetta inizialmente ha cercato di lanciare Tori Amos nel mercato britannico, più aperto a scelte musicali non convenzionali. L'album ricevette subito un buon successo sia di critica che di pubblico. A oggi, ha venduto 3 milioni di copie nel mondo.
In Regno Unito il primo singolo estratto è stato Me and a Gun, canzone a cappella ispirata allo stupro subìto dopo un concerto a Los Angeles all'età di 21 anni. Nonostante il parere favorevole della critica, la canzone non ebbe un ampio successo commerciale. La canzone scelta che permise una riscossa anche dal punto di vista radiofonico è stata Silent All These Years, il cui video è stato il primo dell'artista ad essere diffuso nelle televisioni italiane.
Il disco è stato pubblicato negli Stati Uniti il 25 febbraio seguente.

## Tracce
CD (EastWest 782 358-2 (Warner) / EAN 0075678235825)
Testi e musiche di Tori Amos.
1. Crucify – 4:58
2. Girl – 4:06
3. Silent All These Years – 4:10
4. Precious Things – 4:26
5. Winter – 5:40
6. Happy Phantom – 3:12
7. China – 4:58
8. Leather – 3:12
9. Mother – 6:59
10. Tear in Your Hand – 4:38
11. Me and a Gun – 3:44
12. Little Earthquakes – 6:51

Durata totale: 56:54

## Classifiche
| Classifica    | Posizione |
| ------------- | --------- |
| Regno Unito   | 14        |
| Australia     | 14        |
| Nuova Zelanda | 18        |
| Stati Uniti   | 54        |
| Paesi Bassi   | 85        |